# Clã Adachi
O Clã Adachi (安達氏) foi uma família de samurais que descendia de Fujiwara no Yamakage. Sua significância histórica deriva dos seus sucessos nas Guerras Genpei e em seu subsequente desenvolvimento ao se alinhar com o Clã Hōjō.

## Líderes do Clã Adachi
1. Adachi Morinaga  (1187 - 1200)
2. Adachi Kagemori  (1200 - 1248)
3. Adachi Yoshikage (1248 - 1253)
4. Adachi Yasumori
5. Adachi Munekage
6. Adachi Tokiaki
7. Adachi Takakage